# Daniel Štefulj
Daniel Štefulj, né le 8 novembre 1999 à Langenhagen en Allemagne, est un footballeur croate qui évolue actuellement au poste d'arrière gauche pour le club hongrois du Kisvárda FC.

## Biographie

### En club
Natif de Langenhagen en Allemagne, Daniel Štefulj commence le football au NK Međimurje, puis est formé par le NK Varaždin et le NK Zagreb. En 2018 il rejoint le HNK Rijeka. Il est prêté ensuite au NK Krško lors de la saison 2018-2019 puis au NK Varaždin avant de faire son retour à Rijeka en janvier 2020.
Le 24 juin 2020, Štefulj prolonge son contrat de quatre ans avec le HNK Rijeka. Le 1er août 2020, Daniel Štefulj est titulaire lors de la finale de la coupe de Croatie face au NK Lokomotiva Zagreb. Son équipe s'impose sur le score de un but à zéro, il remporte ainsi le premier trophée de sa carrière.
Le 13 février 2023, Daniel Štefulj est prêté jusqu'à la fin de la saison au NK Celje, en Slovénie.

## Vie personnelle
Daniel Štefulj est le fils de l'ancien international croate Danijel Štefulj (en).

## Palmarès
HNK Rijeka
- Coupe de Croatie (1) :
  - Vainqueur : 2020.

 Dinamo Zagreb
- Champion de Croatie (1) : 
  - Champion :2022.